# Adriaan Metius

Adriaan Metius

Adriaan Adriaanszoon Metius (* 9. Dezember 1571 in Alkmaar; † 6. September 1635 in Franeker) war ein niederländischer Mathematiker, Landvermesser und Astronom.
Eigentlich hieß er Adriaan Adriaansz. Er erhielt den Beinamen Metius, der sich von dem holländischen Wort meten = messen ableitet. Der Name Metius ging auch auf seinen Bruder Jakob Adriaensz Metius (Jacob Metius) über.

## Leben

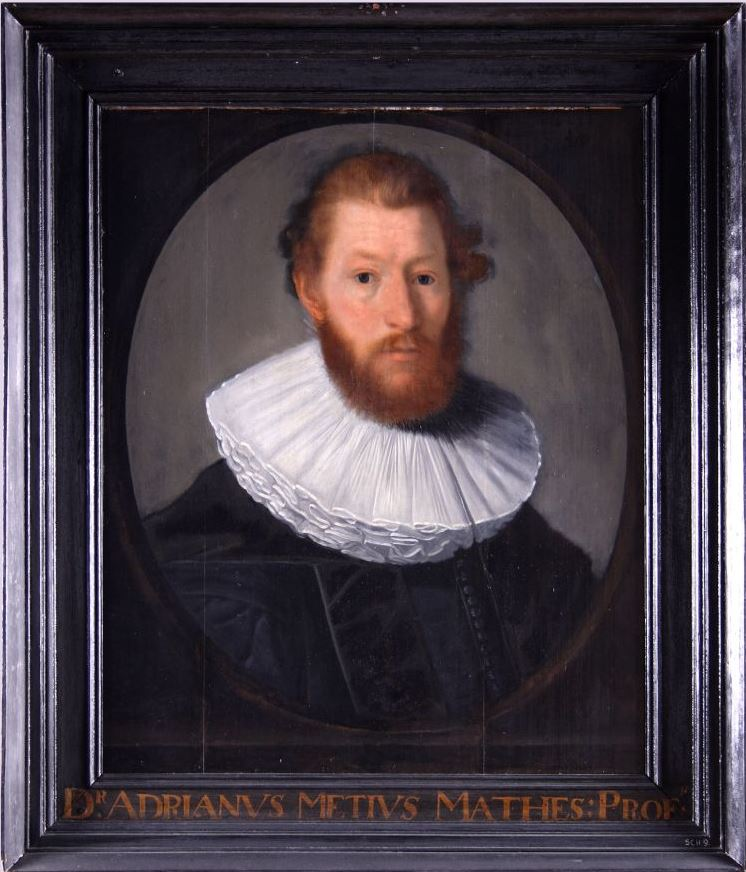
Metius

Metius wurde als Sohn des niederländischen Mathematikers, Kartographen, Landvermessers und Bürgermeisters von Alkmaar Adriaan Anthonisz geboren. Sein Bruder Jacob Metius stellte optische Geräte her und war einer der Erfinder des Fernrohrs.
Metius besuchte die Lateinschule in Alkmaar und studierte ab 1589 an der neu gegründeten Universität in Franeker. Ab 1594 setzte er seine Studien an der Universität Leiden fort, wo er bei Willebrord van Roijen Snell (Snellius) und Ludolph van Ceulen studierte.
Für kurze Zeit arbeitete er unter Tycho Brahe auf der Insel Ven. Er ging dann nach Rostock und Jena, wo er Vorlesungen an den Universitäten gab. Nach seiner Rückkehr nach Alkmaar unterstützte er seinen Vater, der als Ingenieur und Inspekteur von Festungsanlagen der Niederlande beschäftigt war. (Die Festungen Schenkenschanz, Bourtange und Coevorden, unweit der Grenze sollen nach seinen Plänen entwickelt worden sein). Nebenher lehrte er Mathematik in der Stadt Franeker, vor allem im Zusammenhang mit der Ausbildung von Landvermessern und Befestigungsinspekteuren.
1598 wurde er zum außerordentlichen Professor an der Universität Franeker ernannt, zwei Jahre später zum ordentlichen Professor für Mathematik, Navigation, Militäringenieurwesen und Astronomie. Metius lehrte bis 1632 an der Universität und durfte in der Landessprache anstatt in Latein unterrichten. 1603 und 1632 war er Rektor der Universität.

## Werk

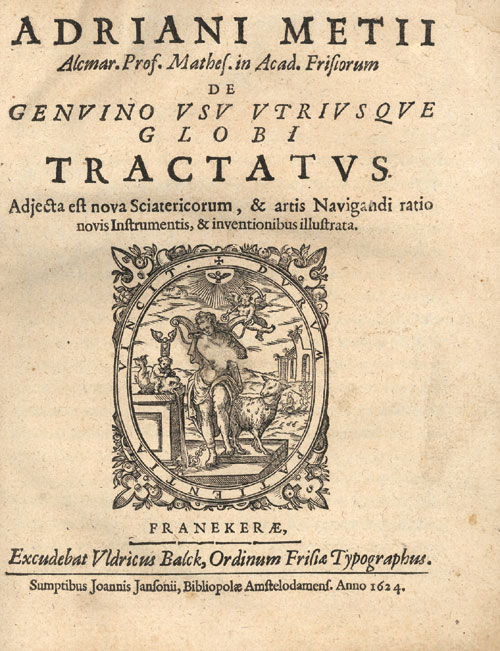
Adriaen Metius: De genuino usu utriusque globi tractatus. Adjecta est nova Sciatericorum, & artis Navigandi ratio novis Instrumentis, & inventionibus illustrata. Franeker 1624.

Metius publizierte Abhandlungen über das Astrolabium, über astronomische und mathematische Themen.
In seinem Buch Arithmeticæ et geometriæ practica, erschienen 1611 in Franeker, gab er den Wert für die Kreiszahl π mit 3,1415094 an. Bereits 1573 gab Metius’ Vater als Annäherungswerte für π 377/120 und 333/106 an. Metius selbst entdeckte 900 Jahre nach Zu Chongzhi eher zufällig den Wert 355/113 für π, als er das arithmetische Mittel aus den Werten bildete, die sein Vater für die Kreiszahl angegeben hatte.
Der Wert {\displaystyle {\tfrac {355}{113}}} wird in der Literatur auch Metius-Wert genannt.
Außerdem baute er astronomische Instrumente und entwickelte eine neue Variante des Jakobsstabs. Metius hielt nichts von der Astrologie, soll aber viel Zeit für alchemistische Studien und Experimente, vor allem bei Suche nach dem Stein der Weisen, verbracht haben.
Der Mondkrater Metius ist nach ihm benannt.

## Trivia
Auf Jan Vermeers Bild Der Astronom liegt das Buch Institutiones Astronomicae Geographicae von Metius aufgeschlagen auf dem Tisch.

## Schriften
- Doctrinae sphericae libri. Franeker 1598.
- Universiae astronomicae institutio. Franeker 1605.
- Arithmeticæ et geometriæ practica. Franeker 1611.
- Praxis novae geometriae. Franeker 1613.
- De genuino usu utriusque globi tractatus. Franeker 1624.
- Problema astronomica. Leiden 1625.
- Calendarium perpetuum. Rotterdam 1927.
- Institutiones Astronomicae Geographicae.
- Opera astronomica. Amsterdam 1633.
- Manuale arithmeticae & geometricae… 1633.
- Arithmeticæ libri duo: et geometriæ libri VI. 1640 (544 S.; lateinisch; Scan in der Google-Buchsuche).